# Бразильско-перуанские отношения
Бразильско-перуанские отношения — двусторонние дипломатические отношения между Бразилией и Перу. Протяжённость государственной границы между странами составляет 2659 км.

## История
В 1869 году страны установили дипломатические отношения. В 1981 году Жуан Фигейреду стал первым президентом Бразилии, совершившим официальный визит в Перу. В декабре 2009 года президент Бразилии Луис Инасиу Лула да Силва и его перуанский коллега Алан Гарсия провели встречу в Лиме с целью обсудить возможность дальнейших бразильских инвестиций в экономику этой страны и создание межнационального делового совета. Президенты двух стран также подписали ряд двусторонних соглашений по техническому и социальному сотрудничеству, развитию трансграничной торговли и сокращению бюрократических процедур для развития торговых отношений. Лидеры двух стран отметили, что Бразилия и Перу сблизились в последние годы, особенно в экономической и деловой сфере.

## Экономика
В 2008 году товарооборот между странами составил сумму 3 млрд долларов США. В декабре 2009 года Бразилия решила инвестировать в Перу 4 млрд долларов США для строительства гидроэлектростанции в районе пограничной реки Инамбару, а также для завершения строительства автомобильной дороги, которая бы дала Бразилии выход к Тихому океану через территорию Перу. В 2011 году строительство автодороги было закончено. В мае 2013 года бразильские власти решили инвестировать в экономику Перу ещё 6 млрд долларов США.